# ユスティニアノス2世
ユスティニアノス2世“リノトメトス”（ギリシャ語: Ιουστινιανός Βʹ ὁ Ρινότμητος, ラテン文字転写: Iūstinianos II ho Rinotmētos、668年？ - 711年12月11日）は、東ローマ帝国ヘラクレイオス王朝最後の皇帝（在位：685年 - 695年、705年 - 711年）。コンスタンティノス4世の長男。ラテン語形だとユスティニアヌス2世となる。「リノトメトス」は鼻を削がれたことから「鼻なしの」を意味するあだ名。キプロス島で生まれたという伝説がある。

## 生涯

### ウマイヤ朝との講和
685年、父の死により即位する。彼が即位した時、ウマイヤ朝は第二次内乱の最中であった。ユスティニアノスはレバノン山地にいた原住民のマルダイテス人を利用してシリアでゲリラ活動を行わせた。さらに688年にはキレナイカ地方のバルカを艦隊が急襲してイスラーム軍の指揮官を殺戮している。これらに苦慮したウマイヤ朝のカリフ・アブドゥルマリクは688年にユスティニアノス2世と和睦を結んだ。この時マルダイテス人の多くは小アジア半島南部へ移住させられた。またキプロスはこれ以降東ローマ帝国とイスラーム勢力の共有地となる。この状態はバシレイオス1世時代の一時期を除いて10世紀後半まで続いた。

### バルカン遠征、ローマ教皇との対立
対イスラーム戦線が安定したことで、ユスティニアノス2世は祖父のコンスタンス2世と同様、バルカン半島での勢力回復を目指した。688年にはスクラビニア遠征を行う。この時の最終目的地はテッサロニキだったので、コンスタンティノポリスとテッサロニキの間の、ストリュモン川流域のスラブ人やブルガール人に対する軍事行動であったと考えられる。この時捕虜にしたスラブ人を小アジア半島に移住させ、軍隊として組織した。ただしユスティニアノスはこの遠征の帰途にブルガール人の襲撃を受け、辛くも逃走している。
ユスティニアノス2世は691年-692年にはコンスタンティノポリスの宮殿の「トゥルロ（かたつむり）の間」で教会会議を開催する（トゥルロの公会議）。これは父のコンスタンティノス4世が開催した第3コンスタンティノポリス公会議の補遺を目的としたものである。この時古代ギリシア的な信仰や慣習の禁止や、イコン崇拝の承認などが決定されている。しかしローマ教皇・セルギウス1世はこの会議の議決に反対したので、ユスティニアノスは彼を逮捕しようとした。だがローマ市民などの強力な反対によって失敗している。

### セバストポリスの敗北とレオンティオスのクーデター
ユスティニアノスは2世はその後、ウマイア朝に対する軍事行動を起こす。そしてコンスタンス2世時代以来の戦略を変更してウマイヤ朝との直接対決を指向した。だが692年のセバストポリスの戦いでは、スラブ人部隊が寝返ったこともあって惨敗する。これ以降再び小アジアへのイスラームの攻撃が激化した。ユスティニアノス2世はこのような連年の遠征の軍費を調達するため重税を強いたほか、ユスティニアヌス1世にならって建築活動を起し、人々にとって大きな負担となった。加えて宦官で財務長官でもあるペルシアのステファノスの専横も目立っていた。こうした状況を利用して、695年に新設テマであるテマ・ヘラスの長官に任じられた（それまでは投獄されていた）軍人・レオンティオスがサーカス党派の支援を受けてクーデターを起こした。ユスティニアノス2世は捕らえられ、鼻を削がれた上でクリミア半島のケルソンへ追放された。

### 復位
しかし、ユスティニアノス2世はなおも復位を目指して執拗に活動する。削がれた鼻の代わりに黄金製の付け鼻をつけ、帝位への復帰を公然と表明したのである。703年にはケルソンを脱出してハザール汗国にのがれ、可汗の姉妹と結婚し、ユスティニアヌス1世の妃にちなんでテオドラと改名させた。さらに第一次ブルガリア帝国のテルヴェル王がユスティニアノス2世の復位を支持し、その力を背景にしたユスティニアノス2世は705年、レオンティオスを追って帝位についたティベリオス3世を打倒して、復位を果たしたのである。このとき、息子のティベリオスを共同皇帝としている。
復位後のユスティニアノス2世はランゴバルド王国やローマ教皇とは良好な関係を築き、711年には教皇コンスタンティヌスがコンスタンティノポリスを訪問している。またブルガリアとも（当然ながら）良好な関係を保持していたようである（史料では晩年にブルガール人と対立したとあるが、これは第一次ブルガリア帝国に属していない集団の可能性が高い）。しかしウマイヤ朝との戦いでは小アジア南東部の要衝テュアナを708年に制圧されて以降、完全に守勢に立つこととなった。また復位したユスティニアノス2世は異常なほど猜疑心が強くなり、多くの人々を粛清してゆくようになる。また710年にはユスティニアノスに対して反抗的だった北イタリアのラヴェンナへ遠征軍を送って掠奪させた。

### 最期
711年には流刑地だったケルソンにも、艦隊を派遣して復讐を行おうとした。これに怒ったケルソンの市民が反乱を起すと、艦隊もそれに追随し、艦隊に同乗していたフィリピコス・バルダネスを皇帝とした。ハザール族の支援を受けた反乱軍がコンスタンティノポリスに迫ると、あっけなく首都は開城。ユスティニアノス2世は小アジアに逃げたが捕らえられ、殺された。共同皇帝だった息子のティベリオスは、祖母（ユスティニアノス2世の母親）のアナスタシアが必死に助命を乞うが聞き入れられず、コンスタンティノポリスで殺された。ユスティニアノスの体は海に捨てられ、首はラヴェンナとローマに送られて見世物にされたという。ユスティニアノスと息子ティベリオスの死により、ヘラクレイオス王朝による東ローマ帝国支配は6代で終わりを告げた。ユスティニアノスの高祖父ヘラクレイオス1世の王朝設立から101年後のことである。